# Лука Хени
Лука Хени (Берн, 8. октобар 1994), швајцарски је поп и денс певач, кантаутор, модел и телевизијска личност. Музичку каријеру започео је 2012. године након победе у њемачком Идолу. Тако је постао најмлађи извођач који је победио у овом шоуу али и први извођач који је однео победу а да не долази из Њемачке. Учествовао је као представник Швајцарске на Песми Евровизије 2019, где је завршио 4, са освојених 364 поена.

## Приватни живот
Лука Хени се родио 8. октобра 1994. године у Берну. Свој први инструмент, бубњеве, почео је да учи са пет година, а када је напунио девет, почео је да свира и клавир, гитару, а потом и да се бави певањем. Пре него што се определио за музичку каријеру, неко време се усавршавао и у грађевинској струци. Поред певања и плеса, Хени поседује и сопствени бренд за дизајнирање мушке и женске одеће, SVL by Luca Hänni. Такође је учествовао у њемачкој синхронизацији за амерички 3Д рачунарски анимирани мјузикл Sing.

## Каријера
Широј јавности је постао познат 2012. године, када се као 17-годишњак такмичио у популарном музичком шоуу Deutschland sucht den Superstar, њемачкој верзији Идола, у којем је на крају и победио. Остао је упамћен по извођењу великих хитова попут The A Team Еда Ширана, Baby Џастина Бибера, Fields of Gold од Стинга, Hero Енрикеа Иглесијаса, Wonderful life групе Хертс, а занимљиво је да је изводио и нумеру "Ma cherié" коју је направио српски популарни продуцентски двојац The Beat Shakers у сарадњи са DJ Antoine. Као победник шоуа је добио следећа признања: 500.000 евра, уговор са Јуниверсал мјузик групом, а и продукција му је обезбедила и аутомобил и плаћене часове вожње. У октобру 2012, кренуо је на велику турнеју где је одржао 32 концерта на простору ове три земље.
Његоб деби сингл "Don't Think About Me", који потписује Дитер Болен, некадашњи члан чувеног синт-поп дуа Modern Talking, достигао је сам врх на музичким лествицама у Швајцарској, Немачкој и Аустрији. Исте године излази и његов деби албум "My Name Is Luca" који је достигао златни тираж у родној Швајцарској и Аустрији. Други албум "Living the Dream" из 2013. године нашао се на првом месту топ листа у Швајцарској. Након тога, Хени прекида сарадњу са менаџментом Идола и започиње рад на трећем студијском албуму "Dance Until We Die" у сарадњи са швајцарским ди-џејем Кристофером С-ом. Четврти студијски албум "When We Wake Up" садржи елементе R&B музике, а заузео је место у топ 10 хит листа у Швајцарској. 
Хени се такмичио и у SRF-овом музичком такмичењу Kampf der Orchester 2014. и RTL-овом плесном такмичењу Dance Dance Dance из 2017, одакле је из оба однео победу. Исте године је изабран за објављивача гласова швајцарског жирија на Песми Евровизије 2017.
У марту 2019. интерно је изабран од стране швајцарског јавног емитера SFR за представника Швајцарске са песмом "She Got Me" за Песму Евровизије која се одржала у Тел Авиву, Израел. Наступио је 4. у другој полуфиналној вечери, одакле је као четвртопласирани обезбедио својој земљи пролазак у финале, након претходних 5 неуспешних учествовања. У финалној вечери је наступио 24, где је био 7. према гласовима жирија и 5. према гласовима публике. У завршници такмичења остварио је 4. позицију са освојених 364 поена, постигавши тако најбољи резултат за Швајцарску још од 1993. године.

## Дискографија
Студијски албуми
- My Name Is Luca (2012)
- Living the Dream (2013)
- Dance Until We Die (2014)
- When We Wake Up (2015)
- 110 Karat (2020)